# Rudolf Weinhofer
Rudolf Weinhofer (1962. május 7. –) válogatott osztrák labdarúgó, középpályás.

## Pályafutása

### Klubcsapatban
1980 és 1988 között a Rapid Wien labdarúgója volt. 1987-ben kölcsönben szerepelt a First Vienna csapatában. A Rapiddal négy-négy osztrák bajnoki címet és kupagyőzelmet ért el. Tagja volt az 1984–85-ös idényben KEK-döntős együttesnek. 1988 és 1990 között a VSE St. Pölten, 1990 és 1992 között az SV Stockerau játékosa volt. A stockeraui csapattal egy osztrákkupa-győzelmet szerzett.

### A válogatottban
1986–87-ben négy alkalommal szerepelt az osztrák válogatottban.

## Sikerei, díjai
Rapid Wien
- Osztrák bajnokság
  - bajnok (4): 1981–82, 1982–83, 1986–87, 1987–88
- Osztrák kupa
  - győztes (4): 1983, 1984, 1985, 1987
- Osztrák szuperkupa
  - győztes (3): 1986, 1987, 1988
- Kupagyőztesek Európa-kupája (KEK)
  - döntős: 1984–85

 SV Stockerau
- Osztrák kupa
  - győztes: 1991

## Statisztika

### Mérkőzései az osztrák válogatottban
| Ausztria | Ausztria          | Ausztria                    | Ausztria    | Ausztria | Ausztria      | Ausztria     | Ausztria | Ausztria |
| #        | Dátum             | Helyszín                    | Hazai       | Eredmény | Vendég        | Kiírás       | Gólok    | Esemény  |
| -------- | ----------------- | --------------------------- | ----------- | -------- | ------------- | ------------ | -------- | -------- |
| 1.       | 1986. október 29. | Bécs, Práter-stadion        | Ausztria    | 4 – 1    | NSZK          | barátságos   | -        |          |
| 2.       | 1987. március 25. | Banja Luka, Gradski Stadion | Jugoszlávia | 4 – 0    | Ausztria      | barátságos   | -        |          |
| 3.       | 1987. április 1.  | Bécs, Práter-stadion        | Ausztria    | 2 – 3    | Spanyolország | Eb-selejtező | -        | 71'      |
| 4.       | 1987. április 29. | Tirana, Qemal Stafa Stadion | Albánia     | 0 – 1    | Ausztria      | Eb-selejtező | -        | 46'      |
|          | Összesen          |                             |             | 4        | mérkőzés      |              | 0        | gól      |